# 奉天城一番乗
『奉天城一番乗』（ほうてんじょういちばんのり）は1931年に日本で制作されたサイレント映画。東亜キネマ製作。

## スタッフ
- 監督 : 大江秀夫
- 脚本 : 桜庭青蘭
- 原作 : 桜庭青蘭
- 撮影 : 平野好美

## キャスト
- 東郷久義
- 森喜久枝
- 葉山隆一